# Ранкен, Чарлз
Чарлз Эдвард Ранкен (англ. Charles Edward Ranken, 5 января 1828, Брислингтон, около Бристоля — 12 апреля 1905, Малверн, Вустершир) — английский шахматист и шахматный журналист. По роду занятий — англиканский священник. Сооснователь и первый президент шахматного клуба Оксфордского университета. Редактор журнала Chess Player’s Chronicle и постоянный автор журнала British Chess Magazine. Наряду с еще несколькими священниками (Дж. Мак-Доннелом, Дж. Оуэном, У. Уэйтом и А. Скипуортом), сыграл значительную роль в развитии шахматной игры во время правления королевы Виктории. Сейчас наиболее известен как автор книги «Chess Openings Ancient and Modern» (1889), одного из первых подробных дебютных руководств на английском языке. Это издание считается идейным предшественником знаменитой книги «Modern Chess Openings». По свидетельству Ф. Брэди, книга «Chess Openings Ancient and Modern» подробнейшим образом изучалась Р. Фишером. Фишер сделал в «Chess Openings Ancient and Modern» больше пометок, нежели в любой другой книге из своей личной библиотеки. Фишер привел анализ из этой книги при комментировании своей знаменитой партии с Р. Файном. Файн не знал анализа гамбита Эванса, сделанного Ранкеном, и на 9-м ходу допустил ошибку, приведшую к быстрому разгрому.

## Биография
Родился в семье англиканского священника Чарлза Ранкена-старшего. Познакомился с шахматами в возрасте 12 лет. Всерьез увлекся игрой во время учебы в Уодхемском колледже Оксфордского университета, когда прочел книгу Г. Стаунтона «The Chess-Player’s Handbook».
Постоянно жил в Оксфорде. В 1867 г. стал викарием в Сэндфорде-на-Темзе. В апреле 1869 г. вместе с Р. Черчиллем (отцом У. Черчилля) основал шахматный клуб Оксфордского университета.
Между 1867 и 1871 гг. женился. Жену звали Луиза Джейн. Она родилась в 1842 г. в Пендлтоне (Сити-оф-Солфорд, Большой Манчестер) и умерла 10 февраля 1903 г. Достоверно известно о трех их детях: дочерях Фрэнсис (род. в 1871 г.) и Эмили (род. в 1876 г.), а также сыне Герберте (род. в 1878 г.).
В 1871 г. переехал с семьей в Малверн, где жил до самой смерти.
В завещании Ранкена душеприказчиками названы Артур Уильям Ранкен и Эдвард Ранкен.

## Вклад в теорию дебютов
Анализировал вариант, находящийся на стыке дебюта четырех коней и испанской партии: 1. e4 e5 2. Кf3 Кc6 3. Кc3 Кf6 4. Сb5 a6 5. С:c6. Некоторые западные источники называют это продолжение вариантом Ранкена.
Также в 1898 г. Ранкен опубликовал анализы системы королевского гамбита, которая сейчас известна как гамбит Райса.

## Спортивные результаты
| Год  | Город     | Соревнование                                            | +  | − | = | Результат | Место |
| ---- | --------- | ------------------------------------------------------- | -- | - | - | --------- | ----- |
| 1851 | Лондон    | Провинциальный турнир                                   |    |   |   |           | 2     |
| 1872 | Малверн   | 8-й конгресс Шахматной ассоциации британских графств    |    |   |   | 12 из 14  | 1     |
|      |           | Чемпионат Британской шахматной ассоциации по переписке  |    |   |   |           | 1     |
| 1877 | Бирмингем | Гандикап-турнир Шахматной ассоциации британских графств |    |   |   |           | 1     |
| 1881 | Лимингтон | 16-й конгресс Шахматной ассоциации британских графств   |    |   |   | 8 из 9    | 1     |
| 1883 | Лондон    | Международный турнир (побочный турнир)                  | 15 | 5 | 5 | 17½ из 25 | 5—6   |
| 1885 | Херефорд  | Международный турнир                                    |    |   |   | 3 из 10   | 8—10  |